# Juraj Kotula
Juraj Kotula (* 30. září 1995, Bratislava) je slovenský fotbalový obránce a reprezentant, od února 2025 hráč slovenského mužstva 1. FC Tatran Prešov. Nastupuje na pravém kraji obrany nebo na postu středního obránce (stopera).

## Klubová kariéra

### ŠK Slovan Bratislava
Svoji fotbalovou kariéru začal ve Slovanu Bratislava, jehož je odchovanec. Před sezonou 2014/15 se propracoval do seniorské kategorie.
Svoji ligovou premiéru v dresu Slovanu si odbyl 27. února 2015 v 5. kole proti týmu MŠK Žilina (prohra 0:2), odehrál 76 minut. V červnu 2016 uzavřel se Slovanem stejně jako Samuel Šefčík, Patrik Pinte, Denis Potoma, Dominik Greif, Adam Laczkó a Frederik Valach profesionální kontrakt. V ročníku 2016/17 získal se Slovanem Slovenský pohár, přestože na jaře 2017 byl na hostování v Senici. Stejný úspěch se mu s mužstvem povedl i v sezoně 2017/18. Za celé své působení ve Slovanu nastoupil k 24 zápasům v lize.

### FK Senica (hostování)
V zimě 2016/17 odešel kvůli většímu hernímu vytížení na půl roku hostovat do mužstva FK Senica. V dresu senického klubu debutoval ve 20. kole hraném 18. 2. 2017 proti Žilině, nastoupil na celých 90 minut a podílel se na překvapivé výhře 2:0. V červnu 2017 se vrátil z hostování do svému kmenového týmu. Během půl roku si připsal celkem 11 ligových startů, chyběl pouze v zápase se Slovanem kvůli vzájemné dohodě obou mužstev.

### FC ViOn Zlaté Moravce – Vráble (hostování)
V lednu 2018 zamířil společně s Markem Rigem ze Slovanu na půlroční hostování do ViOnu Zlaté Moravce – Vráble. Ligovou premiéru v dresu Zlatých Moravců – Vráble si odbyl 17. února 2018 ve 20. kole v souboji se Spartakem Trnava (prohra 1:4), odehrál celý zápas. Na jaře 2018 nastoupil v dresu ViOnu k 10 utkáním v lize.

### FK Senica (druhé hostování)
Před ročníkem 2018/19 odešel z bratislavského týmu na druhé hostování do Senice. Obnovený ligový debut v senickém dresu absolvoval v úvodním kole hraném 21. 7. 2018 v derby proti Spartaku Trnava, odehrál celých devadesát minut a podílel se na výhře 1:0 nad úřadujícím mistrem. V podzimní části sezony 2018/19 si připsal 17 ligových střetnutí.

### FC Zbrojovka Brno
V únoru 2019 Slovan definitivně opustil a po úspěšných testech přestoupil do Zbrojovky Brno, kde uzavřel dvouletou smlouvu. Ta mu 1. ledna 2021 vypršela.

### MFK Zemplín Michalovce
Dne 12. července 2021 podepsal smlouvu v MFK Zemplín Michalovce, zde působil do 1. července 2023.

### MFK Ružomberok
Dne 11. července 2023 se dohodl na smlouvě s MFK Ružomberok. Po roce ji neprodloužil.

### SK Dynamo České Budějovice
Dne 11. července 2024 podepsal dvouletou smlouvu s českým týmem SK Dynamo České Budějovice. V únoru 2025 se s klubem dohodl na rozvázání smlouvy.

### 1. FC Tatran Prešov
Později se dohodl na smlouvě s druholigovým klubem 1. FC Tatran Prešov.

## Klubové statistiky
Aktuální k 20. únoru 2019
| Sezona    | Klub                       | Soutěž       | Zápasy | Góly |
| --------- | -------------------------- | ------------ | ------ | ---- |
| 2014/2015 | ŠK Slovan Bratislava       | Fortuna liga | 4      | 0    |
| 2015/2016 | ŠK Slovan Bratislava       | Fortuna liga | 6      | 0    |
| 2016/2017 | ŠK Slovan Bratislava       | Fortuna liga | 12     | 0    |
| 2016/2017 | FK Senica (host.)          | Fortuna liga | 11     | 0    |
| 2017/2018 | ŠK Slovan Bratislava       | Fortuna liga | 2      | 0    |
| 2017/2018 | ViOn Zlaté Moravce (host.) | Fortuna liga | 10     | 0    |
| 2018/2019 | FK Senica (host.)          | Fortuna liga | 17     | 0    |
| 2018/2019 | FC Zbrojovka Brno          | FNL          | 4      | 0    |

## Reprezentační kariéra
Byl členem mládežnických výběrů Slovenska do 18 a 19 let. Od roku 2015 nastupuje za reprezentaci U21, která v říjnu 2016 slavila postup z kvalifikace na Mistrovství Evropy 2017 v Polsku.

### A-mužstvo
V A-týmu Slovenska debutoval pod trenérem Jánem Kozákem v přátelském zápase hraném v Abú Zabí (Spojené arabské emiráty) 8. ledna 2017 proti reprezentaci Ugangy (prohra 1:3), odehrál první poločas.

### Reprezentační zápasy
Zápasy Juraje Kotuly v A-týmu slovenské reprezentace
| 2017                | 1 | 0 |
| 2018                | 0 | 0 |
| Celkem              | 1 | 0 |
| Platí k 18. 4. 2017 |   |   |